# Kentarō Sakai
Kentarō Sakai (栄井 健太郎?, Sakai Kentarō; Prefettura di Fukuoka, 19 maggio 1975) è un ex calciatore giapponese, di ruolo centrocampista.